# Allround-VM i hurtigløb på skøjter 1905
Verdensmesterskabet i hurtigløb på skøjter 1905 var det 16. VM i hurtigløb på skøjter. Mesterskabet blev afviklet den 21. - 22. januar 1905 på Natuurijsbaan Stadspark i Groningen, Holland. Mesterskabet havde deltagelse af fire løbere fra Holland og Norge.
Der blev løbet fire distancer, og for at vinde verdensmesterskabet skulle en løber vinde tre af de fire distancer:
- 500 m, 5000 m, 1500 m og 10.000 m.

Coen de Koning vandt distancene 5000 m, 1500 m og 10.000 m og blev derfor udråbt som verdensmester. Det var første (og eneste) gang, at de Koning blev verdensmester.

## Resultater
| Plac. | Løber               | 500 m | 500 m | 5000 m  | 5000 m | 1500 m | 1500 m | 10.000 m | 10.000 m |
| Plac. | Løber               | Tid   | Plac. | Tid     | Plac.  | Tid    | Plac.  | Tid      | Plac.    |
| ----- | ------------------- | ----- | ----- | ------- | ------ | ------ | ------ | -------- | -------- |
| Guld  | Coen de Koning      | 51,6  | 2     | 9:17,6  | 1      | 2:41,0 | 1      | 19:16,0  | 1        |
| NC2   | Martinus Lørdahl    | 49,8  | 1     | 9:57,0  | 2      | 2:46,4 | 2      | 21:07,0  | 2        |
| NC    | Sietse van de Waard | 57,6  | 3     | 11:20,4 | 3      | 3:04,4 | 3      | DNS      | -        |
| NC    | G. Bernard          | DNF   | -     | 11:45,2 | 4      | -      | -      | -        | -        |

DNF = Fuldførte ikke.  DNS = Startede ikke.  NC = Ikke klassificeret.  DQ = Diskvalificeret.  Kilde: SpeedSkatingStats.com